# Omid
Omid war der erste selbstgebaute und selbst gestartete iranische Mikrosatellit. Omid ist das persische Wort für Hoffnung. Er wurde am 2. Februar 2009 in eine Erdumlaufbahn geschossen. Die dafür verwendete Trägerrakete Safir wurde ebenfalls im Iran entwickelt und produziert.

## Technische Daten
Der würfelförmige Satellit hatte eine Masse von 27 kg und umlief die Erde in ungefähr 91 Minuten. Er befand sich zu Anfang auf einer Bahn zwischen 245 und 375 Kilometern Höhe, bei einer Neigung von 55,5° und umlief die Erde etwa 16 mal pro Tag. Omid verfügte über acht Antennen und verwendete zwei verschiedene Frequenzen, um mit der Bodenstation kommunizieren zu können. Die Sendefrequenz lag bei 465 MHz, der Empfang lief über 401 MHz. Der Satellit dient zur Demonstration, Forschung und Telekommunikation, erreichte am 19. März 2009 erfolgreich das Missionsende und verglühte am 25. April 2009.